# Sire Gauvain et le Chevalier vert
Vous lisez un « bon article » labellisé en 2009.
Pour les articles homonymes, voir Gauvain (homonymie).
Sire Gauvain et le Chevalier vert (Sir Gawain and the Green Knight) est un roman de chevalerie en vers allitératifs rédigé en moyen anglais vers la fin du XIVe siècle.
Ce poème relate une aventure de Gauvain, l'un des chevaliers de la Table ronde du roi Arthur, dont les qualités sont mises à l'épreuve lorsqu'il relève le défi lancé par un mystérieux Chevalier vert. Outre son intrigue complexe et sa langue riche, il renferme de nombreux symboles et thèmes qui s'enracinent dans les cultures et folklores celtique et germanique.
Le texte de Sire Gauvain n'est préservé que dans un manuscrit conservé à la British Library qui contient trois autres poèmes, Pearl, Patience et Cleanness, couramment attribués au même auteur, le Pearl Poet. Celui-ci, contemporain de Geoffrey Chaucer, William Langland et John Gower, est considéré avec eux comme l'un des pères de la littérature anglaise, bien que son identité reste inconnue.

## L'œuvre

### Résumé

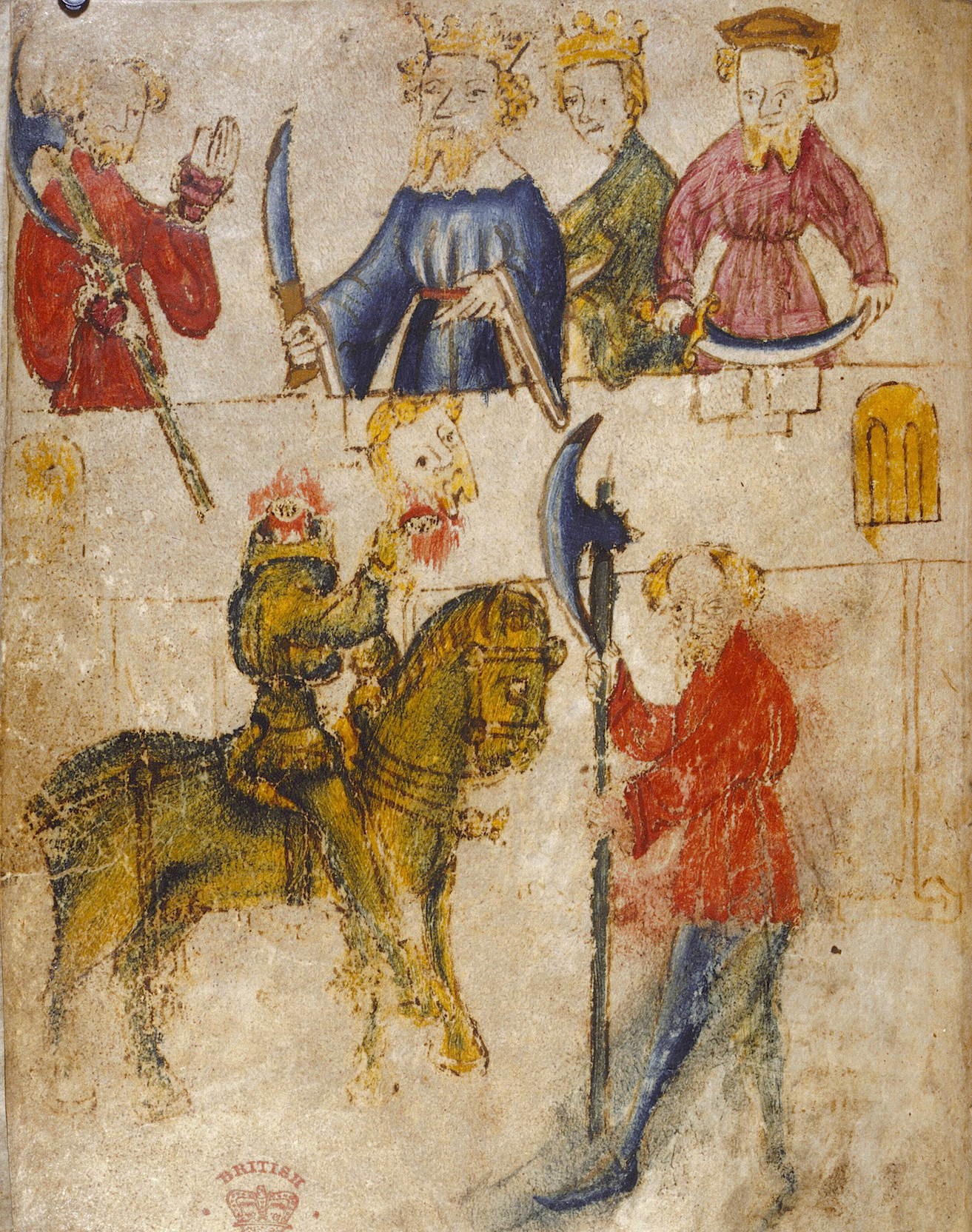
Gauvain vient de décapiter le Chevalier vert. Enluminure du manuscrit Cotton Nero A.x (f. 94b).

Tout commence à la cour du roi Arthur, à Camelot, lors des festivités du Jour de l'an. Sans prévenir, un chevalier vert gigantesque, simplement armé d'une hache, fait son apparition et propose un jeu. Il demande que quelqu'un prenne son arme et lui en donne un seul coup. Celui qui osera aura le droit de conserver la hache, mais il devra accepter que le Chevalier vert lui rende ce coup dans un an et un jour. Gauvain se porte volontaire pour relever le défi et donne un coup si puissant qu'il décapite le chevalier vert. À la stupeur de tous, celui-ci se relève et va chercher sa tête tout en rappelant à Gauvain sa promesse, lui donnant rendez-vous dans un an et un jour à la Chapelle verte.
L'année s'écoule jusqu'au moment où Gauvain doit se mettre en route. Il quitte Camelot le jour de la Toussaint et parcourt une longue route dans des terres sauvages où les rigueurs du climat le disputent aux monstres qu'il doit affronter. La veille de Noël, alors qu'il erre dans une forêt, il prie la Vierge Marie de trouver un endroit pour entendre la messe le lendemain, et, comme par enchantement, un château apparaît à la lisière de la forêt. Il s'agit du château de Hautdésert, dont le seigneur, Bertilak, accueille chaleureusement Gauvain et lui propose de se reposer quelques jours chez lui avant de reprendre sa quête. Gauvain commence par refuser, n'ayant encore aucune idée de l'endroit où se trouve la Chapelle verte, mais Bertilak le rassure aussitôt et lui apprend qu'elle n'est pas très loin de son château. Gauvain accepte donc de rester chez lui durant trois jours. Ils s'en vont à la messe de Noël où Gauvain rencontre la femme du seigneur, jeune et d'une grande beauté, accompagnée d'une femme âgée et laide.
Le lendemain matin, Bertilak part chasser et propose un jeu à Gauvain : chacun d'eux s'engage à remettre à l'autre ce qu'il aura gagné durant la journée. Gauvain, qui reste se reposer au château, accepte. Après le départ de Bertilak, son épouse se glisse dans la chambre de Gauvain et entreprend de le séduire. Le chevalier résiste et n'accepte qu'un unique baiser de sa part. Le soir, Bertilak rentre de la chasse avec un magnifique cerf qu'il donne à Gauvain. Celui-ci lui offre son baiser, sans lui dire de qui il l'a reçu. L'histoire se répète le lendemain avec un sanglier et deux baisers. Le dernier jour, de plus en plus insistante, la jeune femme réussit à embrasser Gauvain à trois reprises, mais elle veut également lui offrir un gage de son amour. Gauvain refuse d'accepter une bague en or, mais il se laisse tenter lorsqu'elle lui propose une ceinture de soie verte et dorée capable, dit-elle, de protéger son porteur de toute blessure. Craignant d'être tué par le Chevalier vert le lendemain, Gauvain accepte la ceinture, mais ayant promis à la belle dame de n'en toucher mot au seigneur, il ne donne que les trois baisers à Bertilak, en échange d'un renard.

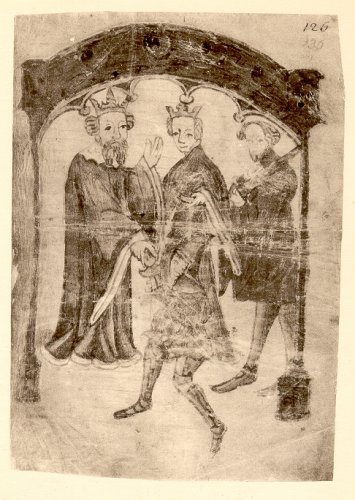
Le retour de Gauvain à Camelot. Enluminure du manuscrit Cotton Nero A.x (f. 130).

Le lendemain, Gauvain est conduit à la Chapelle verte par un serviteur de Bertilak. Ayant catégoriquement refusé de fuir, il s'en approche, et découvre un lieu qui ressemble davantage à un sanctuaire païen qu'à une chapelle. Le Chevalier vert, occupé à aiguiser sa hache, lui demande de se préparer à tenir sa promesse. Gauvain s'agenouille, mais au premier coup, il se retire brusquement, et le Chevalier vert se moque de cet accès de peur. Honteux, Gauvain s'agenouille à nouveau et le Chevalier donne un deuxième coup, qui s'arrête à quelques centimètres de sa peau. Enfin, le Chevalier vert lève une dernière fois son arme et l'abat sur le cou de Gauvain, mais il n'y laisse qu'une légère entaille.
À peine a-t-il reçu le coup que Gauvain bondit vers son adversaire, estimant avoir tenu sa promesse, mais ce dernier éclate de rire et révèle qu'il n'est autre que Bertilak de Hautdésert. Les trois coups de la hache correspondent aux trois tentations de son épouse, qui constituaient la véritable mise à l'épreuve de Gauvain, et l'entaille est sa punition pour avoir accepté la ceinture verte le troisième jour. C'est la magie de Morgane la Fée qui a rendu sa transformation en Chevalier vert possible. Morgane, qui n'est autre que la vieille dame qui accompagnait la femme de Bertilak à la messe de Noël, cherchait à mettre à l'épreuve les chevaliers du roi Arthur. Gauvain est mortifié, mais Bertilak le rassure : sa seule faiblesse est d'avoir voulu rester en vie, ce qui ne l'empêche pas de rester le meilleur des chevaliers. Il rentre à Camelot avec la ceinture verte comme souvenir de cette cuisante rencontre. Loin de lui faire des reproches, la cour d'Arthur rit de bon cœur de ses mésaventures, et les chevaliers de la Table ronde décident de porter dès lors une écharpe verte en souvenir de Gauvain.

### Le manuscrit et l'auteur
Il ne subsiste qu'un seul manuscrit de Sire Gauvain et le Chevalier vert, conservé à la British Library sous la cote Cotton Nero A.x. Rédigé vers la fin du XIVe siècle, ce manuscrit non holographe, rédigé par un unique scribe, comprend trois autres poèmes : Pearl, Patience et Cleanness. Sire Gauvain, le dernier des quatre, occupe les folios 95 à 128. Le manuscrit inclut également douze illustrations, dont quatre concernent Sire Gauvain : elles montrent le Chevalier vert à la cour d'Arthur, la séduction de Gauvain par dame Bertilak, l'arrivée de Gauvain à la Chapelle verte et le retour de Gauvain à Camelot. Certains détails contredisent le texte du poème, ce qui suggère que l'illustrateur ne le connaissait pas bien.
Le contexte de production du manuscrit Cotton Nero A.x est inconnu, mais il pourrait avoir été réalisé à la demande des Stanley, une puissante famille du Staffordshire et du Cheshire, ou du moins s'être trouvé en sa possession. Quoi qu'il en soit, le livre n'est mentionné pour la première fois qu'au début du XVIIe siècle, dans la bibliothèque d'un certain Henry Saville of Banke, un collectionneur de livres originaire du Yorkshire. On le retrouve en 1621 dans la collection de Robert Bruce Cotton, dont le système de classement est à l'origine de la cote actuelle du manuscrit. La bibliothèque Cotton est léguée à l'État par son petit-fils en 1702 et fait partie des collections fondatrices du British Museum en 1753. En 1964, le manuscrit est relié à neuf, ce qui est l'occasion de le séparer des deux autres manuscrits sans rapport avec lesquels il a été relié au XVIIe siècle.
Les quatre poèmes de Cotton Nero A.x présentent des caractéristiques communes, si bien qu'ils sont généralement attribués au même auteur. Celui-ci est couramment appelé « Pearl Poet » ou « Gawain Poet » par les chercheurs anglophones. Plusieurs hypothèses concernant son identité ont été avancées, mais aucune n'est aujourd'hui considérée sérieusement par la communauté académique. D'après le dialecte du moyen anglais utilisé par les poèmes, il serait originaire du Cheshire. Bien qu'il soit contemporain de Geoffrey Chaucer, William Langland et John Gower, rien ne permet d'affirmer qu'il les ait connus ou ne serait-ce que lus. Certains éditeurs ont tenté de dresser son portrait à partir de ses œuvres, à l'image de J. R. R. Tolkien et E. V. Gordon en 1925 :

« C'était un homme sérieux et dévot, quoique non dénué d'humour ; il s'intéressait à la théologie et s'y connaissait quelque peu, mais sans doute en amateur plutôt qu'en professionnel ; il connaissait le latin et le français et avait lu de nombreux livres français, romans comme d'enseignement ; mais c'est dans les Midlands de l'Ouest qu'il avait son foyer, comme le montrent avec force sa langue, son mètre et ses décors. »

### Versification
on mony bonkkes ful brode bretayn he settez

(bob) wyth wynne

(wheel) where werre and wrake and wonder

bi syþez hatz wont þerinne

and oft boþe blysse and blunder

ful skete hatz skyfted synne
Sire Gauvain et le Chevalier vert est un poème de 2 530 vers, divisés en 101 strophes de longueur variable (entre 12 et 37 vers). Il emploie une versification allitérative, qui repose sur des vers à quatre accents dont trois portent une allitération, avec une césure après les deux premiers. Ce style de versification remonte à l'époque de la littérature vieil-anglaise. Apparemment tombé en désuétude au XIe siècle, il connaît un renouveau à partir de la seconde moitié du XIVe siècle, la « renaissance allitérative (en) », dans lequel s'inscrivent les poèmes de l'auteur de Sire Gauvain. Celui-ci fait montre d’une plus grande liberté envers les conventions que ses prédécesseurs. Chacune de ses strophes se termine par un bob and wheel, un groupe de cinq vers présentant à la fois allitération et rimes. Le premier (bob) ne porte qu'un seul accent et les quatre autres (wheel) trois accents chacun, suivant un schéma de rimes ABABA.

### Genre

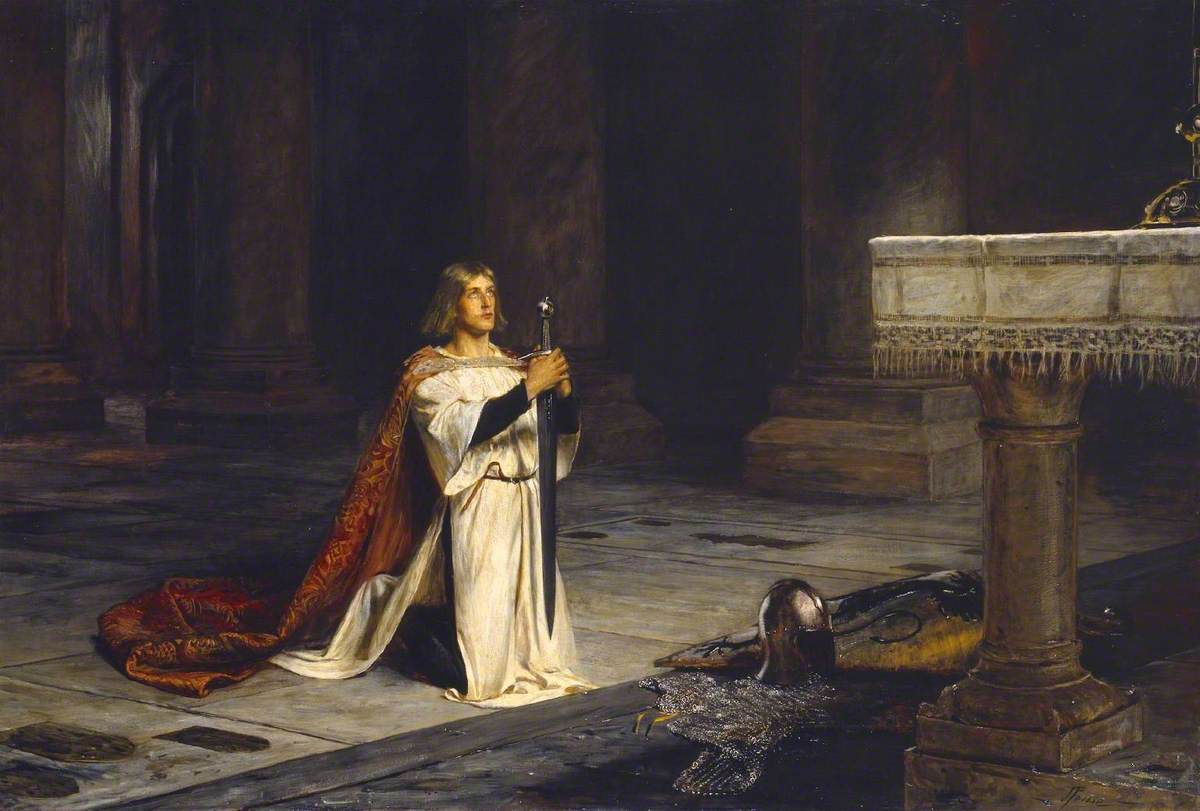
Gauvain sous les traits d'un chevalier parfait : combattant, aimant, et dévot. (The Vigil par John Pettie, 1884, huile sur toile, Londres, Tate Gallery.)

Sire Gauvain et le Chevalier vert est avant tout un roman de chevalerie (romance en anglais). Ce genre s'intéresse aux aventures fabuleuses de chevaliers héroïques respectant à la lettre le code d'honneur de la chevalerie et bénéficiant souvent de capacités surhumaines. Ils affrontent des monstres afin d'accomplir leur quête et de remporter les faveurs d'une dame. Contrairement à ce que laisserait penser le terme anglais de romance, ces textes sont d'abord des récits d'aventure avant d'être des histoires d'amour.
Gauvain possède toutes les caractéristiques du chevalier idéal. « Il n'est assurément pas un homme moyen, pas plus que la contrepartie d'un chevalier ayant jamais existé ; au contraire, il est le meilleur des chevaliers, il rassemble en lui les meilleurs éléments de tous les chevaliers ayant jamais vécu ». Il est un instrument de « courage, humilité, courtoisie et loyauté » : sa morale est remarquable et ses manières infaillibles. Sa position de neveu d'Arthur reflète ses caractéristiques personnelles proches de la perfection. « Il est le chevalier féodal chrétien idéal, qui ne représente pas seulement le plus haut niveau atteint par le comportement humain, mais qui présente à notre évaluation ces qualités en un homme vivant à une époque qui les admirait entre toutes, comme l'époque féodale de façon générale ».
Le seul faux pas de Gauvain est d'accepter la ceinture de dame Bertilak, mais c'est une erreur qui rappelle l'humanité du personnage. Ce faux pas rend Gauvain plus réel et lui attire la sympathie du lecteur, sans pour autant altérer le reste de ses qualités chevaleresques. Gauvain est un exemple de conduite morale, inégalable mais admirable.

## Le cadre géographique
Bien que le poème s'inscrive dans la légende arthurienne, le poète fait évoluer ses personnages dans une région du monde réel qu'il semble bien connaître : le nord du pays de Galles et le nord-ouest de l'Angleterre. En décrivant le voyage de Gauvain vers la Chapelle verte, il donne plusieurs noms de lieux : l'île d'Anglesey (vers 698), le gué de Holy Hede (vers 700) et la péninsule de Wirral (vers 701). Ses descriptions se font également plus spécifiques, et les événements du château de Hautdésert et de la Chapelle verte semblent prendre place aux confins du Cheshire, du Derbyshire et du Staffordshire, dans la région de landes qui s'étend à l'est de la ville de Leek.
Holy Hede est généralement identifié au village de Holywell, dans le Flintshire. Au XIVe siècle, Holywell est un important lieu de pèlerinage associé à la légende de sainte Winefride, une vierge décapitée par un roi dont elle avait repoussé les avances. Son oncle Beuno, lui-même saint, aurait rendu la vie à sa nièce en recollant sa tête sur ses épaules. Il n'est pas impossible que le poète ait cherché un effet ironique en faisant de Holywell une étape du voyage de Gauvain vers sa propre décapitation.
Plusieurs grottes pourraient avoir inspiré au poète la Chapelle verte où le Chevalier vert inflige son épreuve à Gauvain. Selon Ralph Elliott, la candidate la plus séduisante est Ludchurch ou Lud's Church, une faille naturelle surplombant la Dane.

## Récits similaires

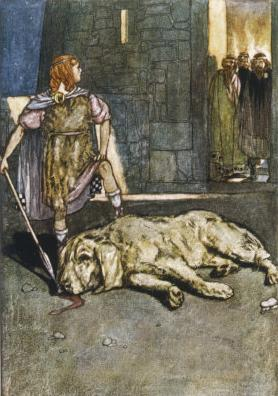
Le héros irlandais Cúchulainn doit faire face à une épreuve similaire à celle de Gauvain (Cúchulain Slays the Hound of Culain par Stephen Reid, 1904).

Le plus ancien récit connu comprenant un jeu de décapitation est le conte en moyen irlandais Fled Bricrenn (en), une histoire du cycle d'Ulster remontant au VIIIe siècle. Comme le Chevalier vert, l’adversaire de Cúchulainn feint de lui asséner trois coups avec sa hache avant de le laisser repartir sain et sauf. Un tel échange apparaît également dans la Vie de Caradoc, un récit en moyen français imbriqué dans la Première Continuation de Perceval ou le Conte du Graal, de Chrétien de Troyes. Dans cette histoire, une différence notable apparaît en la personne de l'adversaire de Caradoc : c'est son propre père, venu éprouver son honneur. Lancelot du Lac est mis à l'épreuve de manière similaire dans Perlesvaus, lorsqu’un chevalier lui demande de trancher sa tête. Lancelot le fait à contrecœur, promettant de revenir l'année suivante pour se soumettre à la même épreuve. Les romans de chevalerie Hunbaut et La Fille à la mule placent le personnage de Gauvain dans des situations similaires. Dans Hunbaut, il tranche la tête d'un homme avant de lui retirer le manteau magique qui protégeait sa vie, ce qui le tue.
La résistance aux avances d'une femme est également un motif présent dans plusieurs romans de chevalerie, comme Yde, le Lancelot-Graal, Hunbaut et Le Chevalier à l'épée, ces deux derniers impliquant Gauvain. La tentatrice est souvent la fille ou la femme d'un seigneur auquel le chevalier doit un certain respect : il s'agit d'une mise à l'épreuve de la chasteté du héros. Dans la première branche du Mabinogion, un recueil gallois médiéval, Pwyll échange pour un an sa place avec Arawn, seigneur d'Annwn (l'Autre Monde). Son apparence est modifiée pour qu'il puisse lui ressembler exactement, mais Pwyll ne couche pas avec la femme d'Arawn pendant toute cette année, ce qui donne lieu à une amitié durable entre les deux hommes. L'épreuve de séduction et l'année qui s'écoule avant la fin de l'épreuve qui apparaissent dans le Mabinogion pourraient être à l'origine des motifs similaires qui figurent dans Sire Gauvain et le Chevalier vert.
Il existe plusieurs récits ultérieurs qui s'inspirent clairement de Sire Gauvain et le Chevalier vert. Le poème The Greene Knight, rédigé vers 1500, présente une histoire très similaire, mais avec une intrigue simplifié, des personnages aux motivations plus explicites et des noms légèrement différents. Un autre poème de la même époque, The Turke and Gowin, relate l'arrivée d'un Turc à la cour du roi Arthur. Après avoir défié les chevaliers de la Table ronde, il demande à Gauvain de le décapiter. Celui-ci s'exécute, et le Turc l'applaudit et le couvre de présents. Enfin, The Carle of Carlisle, une ballade du XVIIe siècle, offre également une scène de décapitation rappelant Sire Gauvain. Aucun de ces textes ultérieurs n'implique de personnage entièrement vert, ni ne mentionne Morgane comme instigatrice du défi.

## Thèmes principaux

### La tentation et la mise à l'épreuve

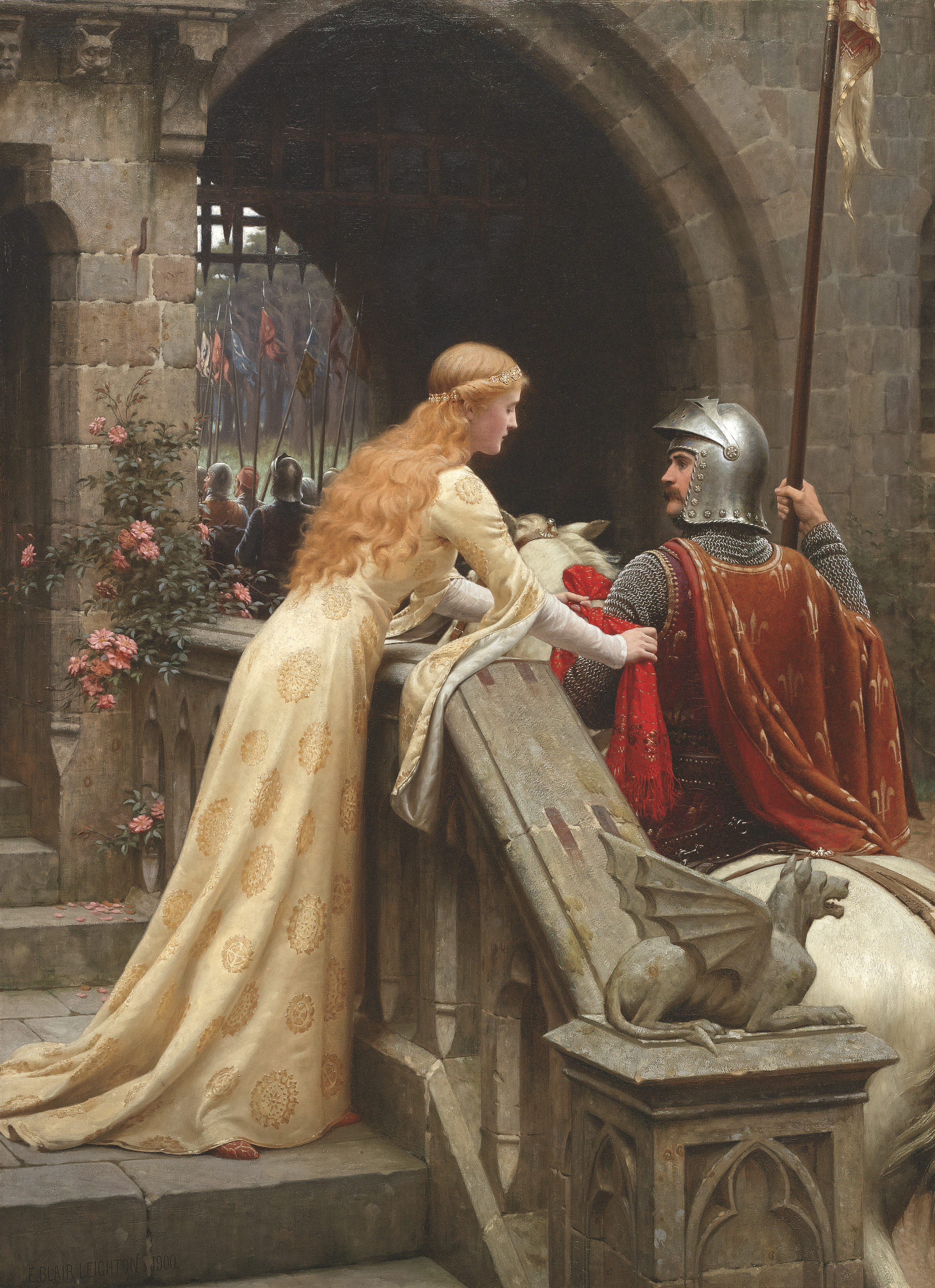
Les chevaliers de l'époque du poème devaient concilier le code chevaleresque masculin et les règles féminines de l'amour courtois.
(God Speed!, Edmund Blair Leighton, 1900, huile sur toile, collection particulière.)

La mise à l'épreuve de Gauvain et de son respect des règles de la chevalerie est au cœur de Sire Gauvain et le Chevalier vert. Dans la littérature médiévale, les récits de tentation se présentent généralement sous la forme d'une série d'aventures censées mettre à l'épreuve la vertu morale du héros, dont la réussite est contrastée avec les échecs antérieurs d'autres personnages. La réussite de Gauvain, bien que cruciale pour sa survie, n'est pas consciente : c'est par chance, ou par « instinct de courtoisie », qu'il passe les épreuves.
Outre les lois de la chevalerie, Gauvain doit également respecter les règles de l'amour courtois. Le code d'honneur des chevaliers leur impose d'obéir à la moindre requête d'une demoiselle. Ainsi, lors de la troisième journée, Gauvain doit accepter la ceinture que lui offre dame Bertilak, mais il doit également respecter la promesse faite à son hôte. En conservant la ceinture par-devers lui, il brise cette promesse, mais il honore la dame. Lorsqu'il découvre que le Chevalier vert n'est autre que son hôte, il comprend son échec à être vertueux, bien que sa quête soit achevée. Cette épreuve illustre le conflit entre l'honneur et les devoirs du chevalier : en brisant sa promesse, Gauvain estime avoir perdu tout honneur et échoué.

### La chasse et la séduction

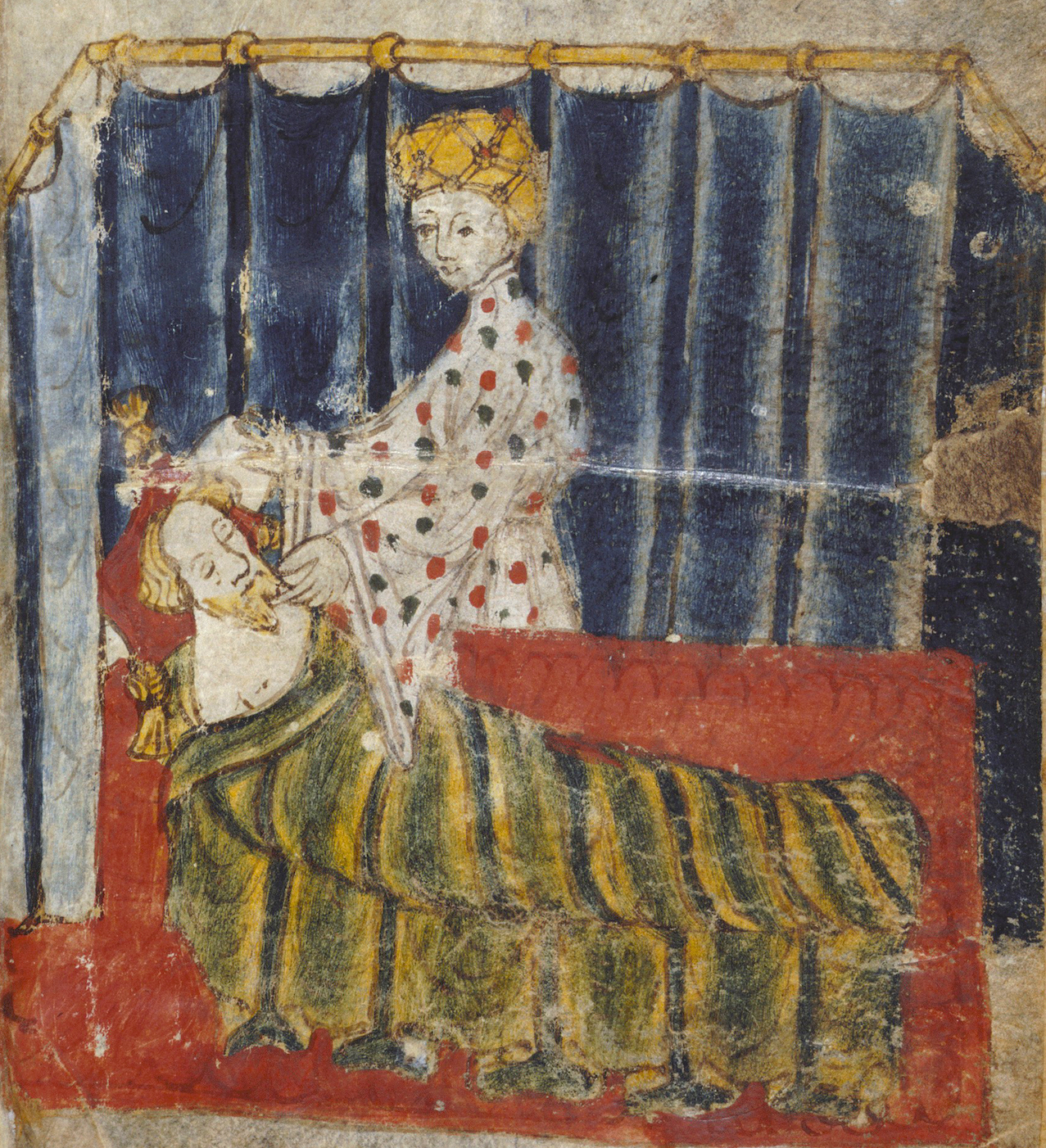
La séduction de Gauvain par dame Bertilak. Enluminure du manuscrit Cotton Nero A.x (f. 129).

Les trois scènes de chasse présentent des parallèles clairs avec les trois scènes de séduction. C'est en particulier le cas pour la scène de chasse au renard, qui présente des similitudes claires avec la dernière scène de séduction, lorsque Gauvain accepte la ceinture que lui offre la femme de Bertilak. Il craint pour sa vie, tout comme le renard, et cherche un moyen de ne pas mourir sous la hache du Chevalier vert. Comme son alter ego, il s'en remet à la tromperie pour y échapper. Le renard emploie des ruses si différentes des deux autres proies, et si inattendues, que Bertilak a beaucoup plus de mal à l'attraper. De la même façon, Gauvain trouve les avances de sa femme bien plus imprévisibles dans la troisième scène de séduction, et a par conséquent beaucoup plus de mal à leur résister. Elle passe d'un style de langage évasif, typique de l'amour courtois, à une façon de parler plus assurée. Sa robe, relativement modeste jusqu'alors, devient soudain révélatrice.
Les scènes de chasse précédentes, celles du cerf et du sanglier, sont plus difficiles à relier aux scènes de séduction correspondantes, mais il est possible de comparer les réactions de Gauvain à ces animaux. La chasse au cerf obéit à des règles strictes, tout comme la séduction. La scène de chasse au cerf est décrite de manière vague, sans emphase particulière sur la violence ; le ton d'ensemble est détendu et euphorique. La première scène de séduction est dans la même veine, sans avances physiques ouvertes de la part de dame Bertilak. Leur échange est même dépeint avec une touche d'humour. La scène de chasse au sanglier est beaucoup plus détaillée. L'animal commence par fuir, mais finit par être acculé dans un ravin. Il se retourne pour faire face à Bertilak, qui met pied à terre et parvient à tuer le sanglier dans la lutte qui s'ensuit. Il lui tranche la tête et la brandit. Dans la scène de séduction, la femme de Bertilak, comme le sanglier, s'avance un peu plus, déclarant qu'elle connaît la réputation de Gauvain auprès des femmes. Il parvient cependant à parer ses coups, affirmant qu'elle en sait certainement déjà plus que lui sur l'amour. Les deux scènes sont comparables : Gauvain comme Bertilak remportent une victoire en combat singulier.

### Nature contre chevalerie
Le poème est parfois envisagé sous le prisme de l'opposition entre la nature chaotique et l'ordre de Camelot. Ainsi, le Chevalier vert qui fait son entrée à cheval à la cour d'Arthur pourrait symboliser l'intrusion d'un désordre naturel. Tout au long du poème, la nature apparaît comme une entité brutale et indifférente, qui menace constamment l'ordre créé par l'humanité, d'abord en la personne même du Chevalier vert, puis dans la lutte que mène Gauvain contre ses instincts lors des scènes de séduction, et enfin lorsqu'il décide de conserver la ceinture verte, faisant passer sa propre survie avant le respect de sa promesse à Bertilak. C'est ainsi la part de nature qu'il y a en chaque homme qui l'empêche d'être parfait, au sens chevaleresque du terme. La question est alors de savoir si l'homme peut surmonter cette part de nature, et si oui, comment.
Il est possible de faire une lecture diamétralement opposée de cette dichotomie, selon laquelle la véritable cible du poète est le monde de la chevalerie et non la nature. L'idéal héroïque des chevaliers de la Table ronde est irréalisable, et la seule issue consiste à accepter cet état de fait et à renouer le contact avec les valeurs païennes qui entourent la nature, des valeurs incarnées par le Chevalier vert dont le christianisme a choisi de se couper.

### Jeux
Le terme « gomen » (jeu) apparaît dix-huit fois dans Sire Gauvain. Sa ressemblance avec le terme « gome » (homme), qui apparaît vingt-et-une fois, a amené quelques critiques à envisager un lien dans la signification des deux, peut-être pour représenter la nature déchue (au sens de la chrétienté) de l'homme. À l'époque, le jeu peut avoir été considéré comme une épreuve de valeur, comme lorsque le Chevalier vert défie la cour dans son « jeu de Noël ». Le « jeu » consistant à échanger des dons était très courant dans les cultures germaniques. Si un homme recevait un cadeau, il devait offrir au donneur un cadeau encore meilleur, ou risquer de perdre tout honneur, presque comme un échange de coups dans un combat (ou dans un « jeu du décapité »). Le poème s'articule autour de ces deux jeux : tout d'abord un échange de décapitations, puis un échange de victoires. Ils peuvent sembler sans lien au premier abord. Cependant, on apprend par la suite que c'est l'honnêteté qui détermine la survie du héros au premier jeu, tandis que la seconde victoire dépend de sa pureté. Encore une fois, les deux éléments apparaissent dans d'autres histoires. Comme il fut précisé précédemment, le jeu du décapité est apparu pour la première fois dans le récit en moyen irlandais Fled Bricrenn. Cependant, le lien entre les résultats est propre à Sire Gauvain.

## Un poème chrétien

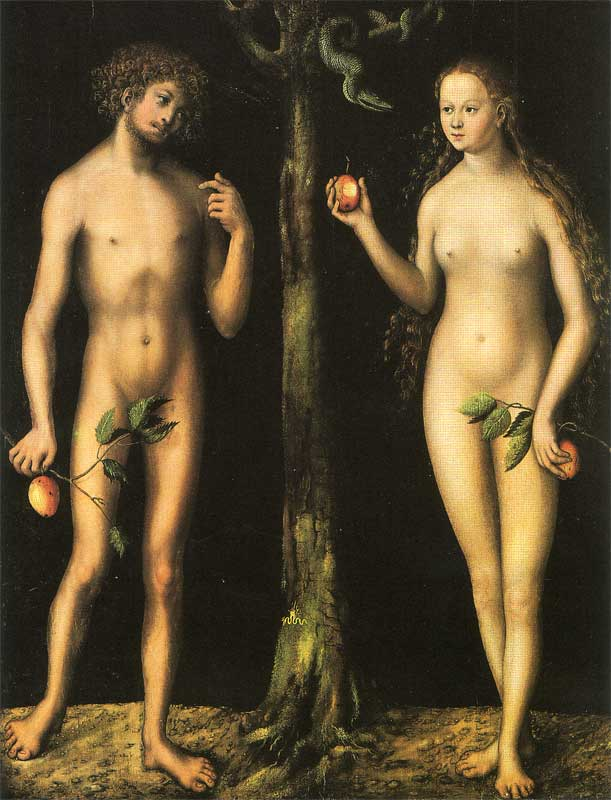
Les critiques ont souligné les ressemblances entre la ceinture qu'offre la femme de Bertilak à Gauvain, et le fruit qu'offre Ève à Adam dans le jardin d'Éden.
(Adam et Ève, Lucas Cranach l'Ancien, 1513, huile sur bois,, Wurtzbourg, Mainfränkisches Museum)

Les interprétations chrétiennes du poème ont pris de nombreuses formes. L'écu au pentacle de Gauvain peut être vu comme un symbole de sa foi en la protection de Dieu et du Christ. Certains critiques comparent Sire Gauvain aux trois autres poèmes que contient son manuscrit. Chacun a un thème chrétien très fort, ce qui pousse les critiques à voir Sire Gauvain à travers un prisme similaire. En le comparant au poème Cleanliness (ou Purity), par exemple, ils le considèrent comme l'histoire de la chute apocalyptique d'une civilisation, Camelot dans le cas présent. En suivant cette interprétation, il se retrouve dans une situation similaire à celle de Noé, à l'écart de sa société et averti par le Chevalier vert, alors considéré comme le représentant de Dieu, de la ruine prochaine du royaume, que Gauvain ne subira pas lui-même puisqu'étant jugé digne après son épreuve. Cependant, le roi Arthur et ses chevaliers jugent mal cette expérience et se mettent à porter eux-mêmes des ceintures. Dans Cleanliness, les hommes qui sont sauvés « ne peuvent éviter le châtiment divin à leurs sociétés respectives, et dans Sire Gauvain et le Chevalier vert, ne peut ralentir seul la chute de Camelot, bien que son aventure puisse servir à souligner le caractère inéluctable de l'effondrement de cette société à ceux qui peuvent l'interpréter correctement ». L'un des points majeurs que cette ressemblance implique signifie que « la révélation et le salut accordés par Dieu ne peuvent être expérimentés que directement et individuellement, et il leur est donc impossible d'être retraduits dans le monde des condamnés ». À travers cette description de Camelot, l'auteur révèle une inquiétude pour sa société, dont il croit la chute inévitable, qui entraînera la destruction finale voulue par Dieu. Le poème a été écrit vers l'époque de la peste noire et de la révolte des paysans, deux événements qui amenèrent le peuple à croire que leur monde était véritablement sur le point de connaître une fin apocalyptique, et qui influencèrent la littérature et la culture. D'autres critiques sont dubitatifs envers cette vision étant donné que le Chevalier vert est, en fin de compte, contrôlé par la fée Morgane, une figure fortement maléfique du cycle arthurien. Il est donc difficile de le voir comme un représentant de Dieu, de quelque façon que ce soit.
Si le personnage du Chevalier vert n'est généralement pas considéré comme une représentation du Christ, les critiques reconnaissent l'existence de ressemblances entre ces deux personnages. Lawrence Besserman explique que « le Chevalier vert n'est pas une représentation figurative du Christ ; mais l'idée de la nature divine/humaine du Christ fournit un cadre conceptuel médiéval qui soutient la description sérieuse/comique que fait le poète des qualités et faits surnaturels/humains du Chevalier vert ». Ce parallèle dans la dualité est un exemple de l'influence et de l'importance de l'enseignement chrétien et de l'image de Jésus à l'époque de l'auteur de Sire Gauvain.
Les critiques ont également noté l'influence chrétienne mise en parallèle dans la conclusion du poème. Après le retour de Gauvain à Camelot et le récit qu'il fait de l'acquisition de sa ceinture, le poème s'achève sur une brève prière et une référence au « Dieu couronné d'épines » (« the thorn-crowned God »). Besserman estime que « avec ces derniers mots, le poète redirige notre attention de la ceinture circulaire vers la Couronne d'Épines circulaire (une double image de l'humiliation/triomphe du Christ) ».
Tout au long du poème, Gauvain voit sa dévotion et sa foi éprouvées à plusieurs reprises. Lorsqu'il entreprend son voyage vers la Chapelle verte, sa détresse est telle qu'il n'y échappe qu'en priant la Vierge Marie. Comme il poursuit sa route, il est de nouveau en proie à l'angoisse en pensant à sa rencontre inéluctable avec le Chevalier vert. Mais au lieu de prier de nouveau Marie, Gauvain place sa foi dans la ceinture que lui a donnée la femme de Bertilak. Dans une perspective chrétienne, ce comportement conduit à des conséquences désastreuses et embarrassantes pour lui-même, comme il se voit forcé de réexaminer sa foi dans les principes chrétiens après que la ceinture s'avère n'être rien d'autre qu'une attrape.
En outre, certains voient une analogie entre l'épreuve de Gauvain et celle qu'Adam subit en Éden, telle que décrite dans la Bible. Adam a succombé à Ève, tout comme Gauvain a été vaincu par la femme de Bertilak en acceptant la ceinture. Bien qu'il ait péché, à la fois en plaçant sa foi dans la ceinture et en ne se confessant pas après avoir été attrapé, le Chevalier vert lui pardonne et « permet à Gauvain de devenir un meilleur chrétien à travers ses erreurs mêmes ». C'est à travers les différents jeux auxquels il a participé et les épreuves qu'il a endurées que Gauvain comprend et trouve sa place dans le monde chrétien. On peut dès lors lier cette situation à la locution latine Felix Culpa, qui signifie littéralement « Heureuse faute » et que l'on retrouve dans le mythe du péché originel. Gauvain commet un péché dont les effets sont finalement bénéfiques pour lui-même : il obtient le pardon, est sauvé de la disgrâce et sort grandi dans sa foi de cette expérience.

## Symbolisme

### La couleur verte

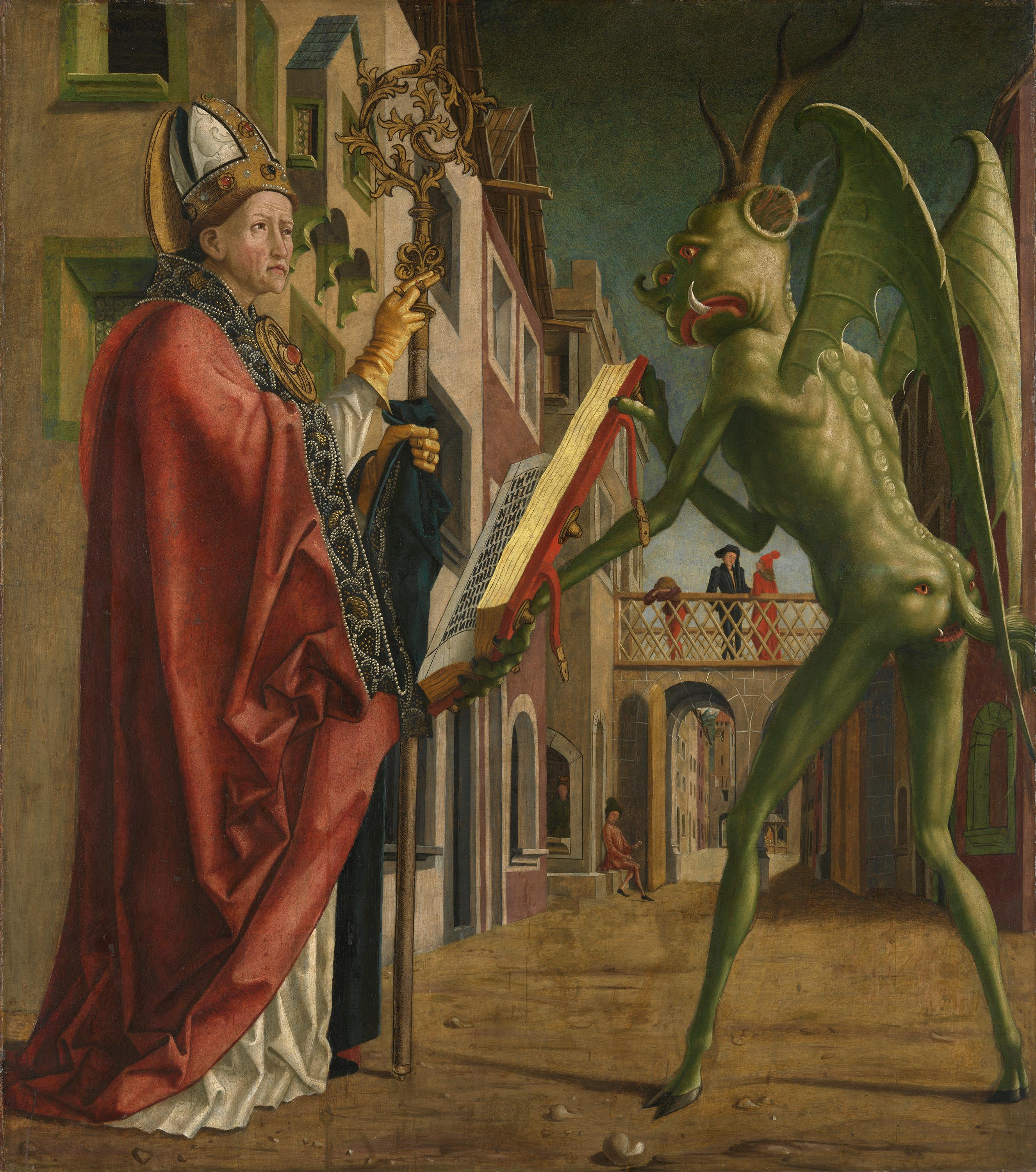
Saint Wolfgang et le Diable par Michael Pacher (1471-1475).

La couleur verte est l'objet d'interprétations multiples et parfois contradictoires, si bien que son rôle dans Sire Gauvain et le Chevalier vert conserve une part d'ambigüité. Dans la littérature et le folklore anglais, elle symbolise traditionnellement la nature et ses attributs, la fertilité et le renouveau. Il lui arrive également de représenter l'amour et les désirs les plus basiques de l'homme dans certains textes médiévaux,. Le vert est également lié à la sorcellerie et aux maléfices des fées et autres esprits, ainsi qu'à la pourriture et au poison. Associé à l'or, comme c'est le cas avec Chevalier vert et la ceinture offerte à Gauvain, il symbolise la fin de la jeunesse. La ceinture verte, d'abord moyen de protection, devient ensuite un symbole de honte et de lâcheté pour Gauvain, avant d'être adoptée par les chevaliers de Camelot comme marque d'honneur. Cette évolution symbolique, qui passe d'une vision positive à une autre vision positive via une vision négative, reflète l'ambigüité de la couleur verte,.

### Le Chevalier vert
Le Chevalier vert est un personnage difficile à interpréter. Il n'apparaît que dans deux autres textes de la légende arthurienne : The Greene Knight, une adaptation de Sire Gauvain qui raconte peu ou prou la même histoire, et la ballade King Arthur and King Cornwall (en), où il joue un rôle différent en tant que champion du roi Arthur et membre à part entière de la Table ronde. Dans ces deux textes, son nom est Bredbeddle et non Bertilak. D'autres textes présentent des personnages semblables. Dans Le Morte d'Arthur de Thomas Malory, Gareth, frère de Gauvain, affronte deux frères nommés le Chevalier vert et le Chevalier rouge. On trouve également un « Chevalier vert » dans les histoires de Saladin : c'est un guerrier sicilien avec un écu de sinople et un heaume orné des bois d'un cerf. Saladin éprouve du respect pour ce combattant honorable et lui offre un poste dans sa garde personnelle. Dans le Coran, le personnage d'Al-Khidr est appelé l'« Homme vert » (الخضر en arabe), et le Chevalier vert pourrait être un descendant littéraire d'Al-Khidr, ramené en Europe par les Croisés et mélangé à l'imagerie celtique et arthurienne.
Malgré ces ressemblances, le Chevalier vert est le premier de ces personnages à être réellement de couleur verte. Cette caractéristique significative pourrait faire de lui une manifestation de l'Homme vert, une figure courante de l'art médiéval. D'autres le considèrent comme l'incarnation du Diable ou le « Seigneur d'Hadès », venu défier les chevaliers de Camelot. Gauvain, le plus courageux d'entre eux, se montre l'égal d'Hercule en l'affrontant, liant l'histoire à la mythologie grecque. Une autre interprétation possible du Chevalier vert est d'en faire la fusion de ces deux divinités, représentant en même temps le bien et le mal, la vie et la mort, comme des cycles autonomes. Cette interprétation s'accorde avec les attributs positifs et négatifs de la couleur verte et correspond au thème énigmatique du poème.

### Le pentangle

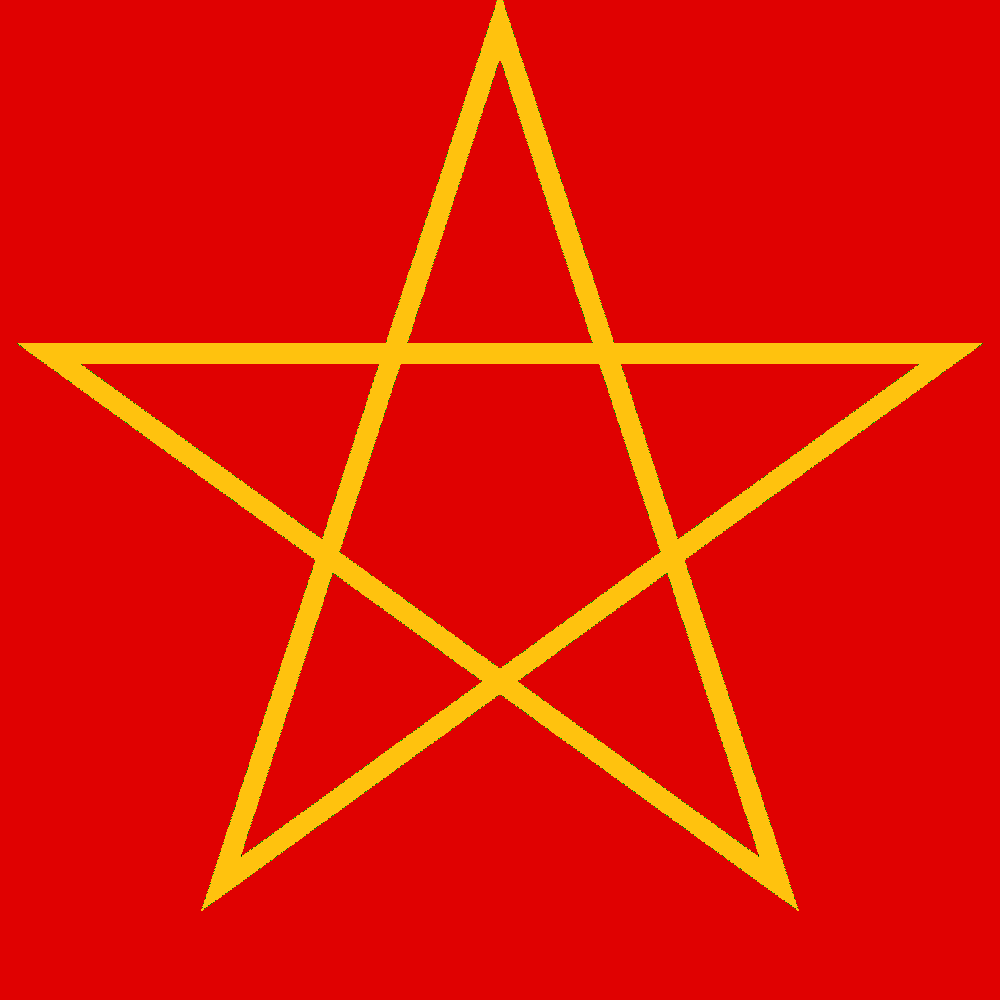
L'emblème de Gauvain est un « pentangle » ou pentacle d'or sur fond rouge.

Le pentagramme dessiné sur l'écu de Gauvain est couramment interprété comme le symbole de sa perfection et de sa victoire sur le mal. Aucun autre texte n'attribue cet emblème à Gauvain, dont l'écu arbore le plus souvent un aigle. Le poème décrit le pentagramme comme un signe de fidélité, issu de l'époque de Salomon, et comme un « nœud sans fin ». Plusieurs strophes sont dédiées à la description des vertus de Gauvain, représentées par les cinq pointes du pentagramme. La façon dont le poète fait ressortir ce symbole a poussé certains critiques à croire qu'il s'agissait d'une allégorie ou d'une représentation du poème entier.
Les universitaires comparent le « pentangle » au traditionnel pentacle, auquel la croyance populaire attribuait des propriétés magiques. On l'appelait Drudenfuss en Allemagne, où il était placé sur des objets domestiques pour empêcher le mal de pénétrer dans la maison. Ce symbole était également associé aux enchantements qui, récités ou gravés sur une arme, permettaient d'invoquer des forces magiques. Cependant, les preuves qui permettraient de relier le pentacle occulte au « pentangle » de Gauvain sont maigres,.
D'autres pointent du doigt la description du pentacle, au vers 625, comme « un signe de Salomon ». Salomon, troisième roi d'Israël au Xe siècle av. J.-C., est généralement réputé pour sa grande sagesse. Cependant, dans Sire Gauvain, le poète fait référence au sceau magique présent sur l'anneau du roi, marqué d'un pentacle, qu'il reçut de l'archange Michel. Ce sceau donnait à Salomon un pouvoir sur les démons.

### La ceinture

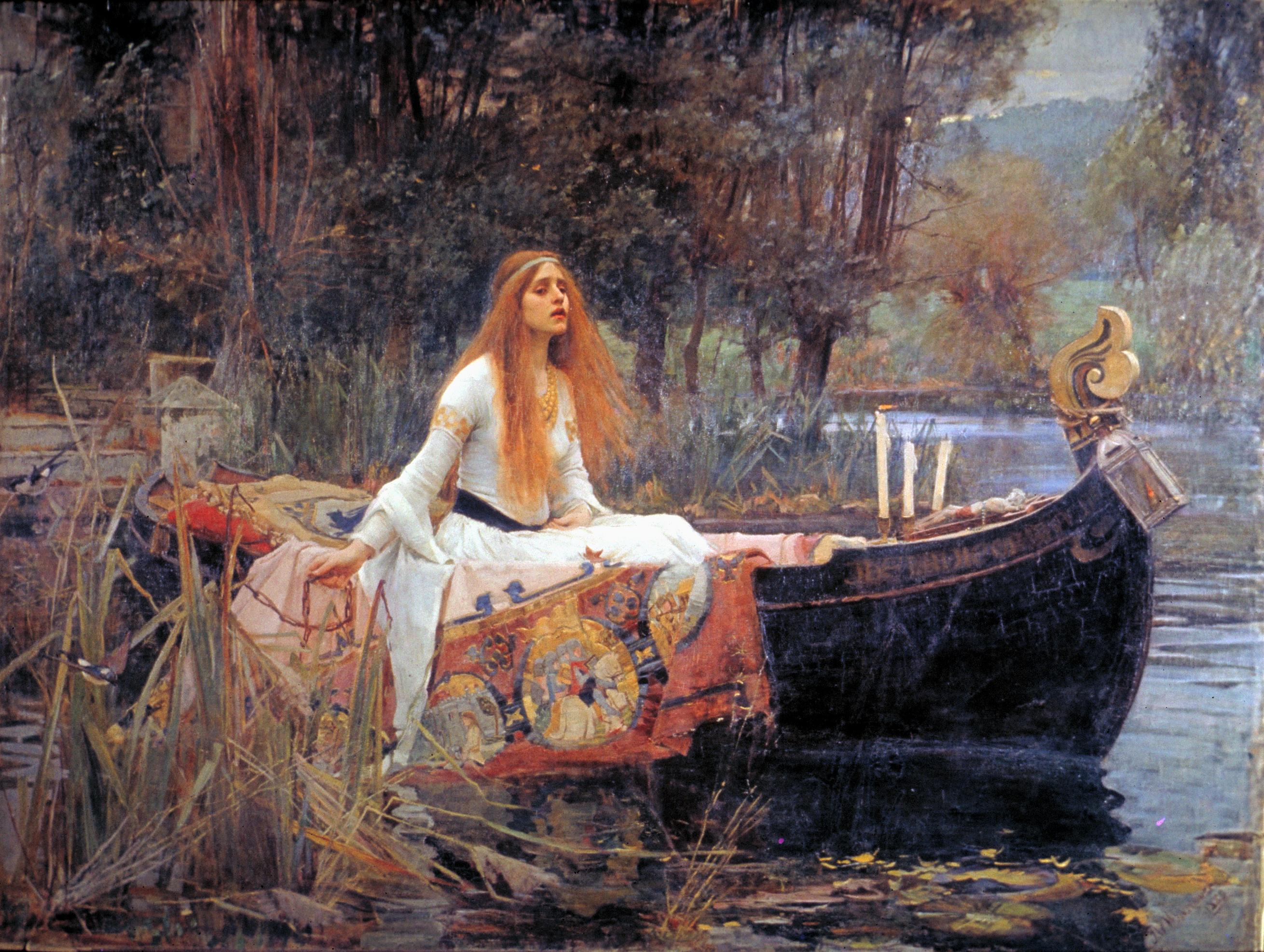
Une autre femme du cycle arthurien, la Dame de Shalott, porte une ceinture médiévale.
(The Lady of Shalott, John William Waterhouse, 1888, Londres, Tate Gallery.)

Les critiques débattent souvent de la possible signification sexuelle de la ceinture (girdle) que la femme de Bertilak offre à Gauvain. Les partisans de cette idée la comparent à des éléments d'autres histoires, telles que la Chanson des Nibelungen. Dans ce récit, Brunehilde est convaincue d'avoir eu des rapports sexuels avec la mauvaise personne, sa ceinture volée servant de preuve. Les interprétations féministes considèrent la ceinture (appelée love lace – « lacet d'amour » – à une reprise dans le texte) comme un symbole du pouvoir féminin. Elles s'appuient sur la définition qu'avait à l'époque lace, qui pouvait aussi signifier « toile », « nœud coulant » ou « piège ». Les critiques qui considèrent le poème à travers le prisme chrétien estiment que la foi que place Gauvain dans la ceinture remplace sa foi en Dieu pour être sauvé du coup de hache. Il ne faut pas pour autant confondre l'interprétation de la ceinture comme un « symbole sexuel » avec les considérations actuelles qui font de la ceinture un « sous-vêtement »,. Au XIVe siècle, une ceinture se portait « autour de la taille, employée pour serrer des vêtements ou pour y suspendre une épée, une bourse, etc. ». Cette définition de la ceinture est proche de celle de l'époque de la rédaction de La Chanson des Nibelungen.
La ceinture donnée à Gauvain est « of a gay green silk, with gold overwrought » (vers 1832), sans doute pour rappeler les couleurs du Chevalier vert. Le renard que Bertilak attrape alors même que Gauvain accepte la ceinture reçoit le nom de « Sir Reynard the Red » (vers 1920) avant d'être dépecé. On peut distinguer ici deux images importantes par rapport au chevalier soumis à la tentation : le choix des couleurs, et la peau du renard. Le rouge apparaît au moins sur l'écu de Gauvain (vers 619), et le symbole de la fourrure est très tôt présenté comme le reflet d'une certaine nature humble, propre à Gauvain.

### La blessure
La blessure au cou que subit Gauvain est un symbole important, représentant de façon métaphorique son péché : ne pas avoir échangé tous ses gains avec Bertilak le fait souffrir de cette blessure. Lorsque Gauvain conserve la ceinture au lieu de la remettre à ce dernier, il montre un défaut humain : son « désir de préserver sa vie mortelle ». Ainsi, la blessure qui en résulte est son châtiment pour n'avoir pas tout donné de sa propre volonté. Une fois guérie, elle devient le symbole des péchés pardonnés de Gauvain : c'est un souvenir positif et non douloureux. Puisque Gauvain réalise qu'il a péché et l'accepte, il est sauvé. Qui plus est, il se fait un devoir de se rappeler cette faiblesse. Cependant, Gauvain ne peut pas compter sur la seule blessure pour lui rappeler ses errements, puisqu'elle finit par guérir. C'est la ceinture qui joue donc le rôle de souvenir symbolique. Gauvain la porte non pas simplement pour qu'elle lui rappelle son passé, mais afin d'être durablement libre de ses péchés. Mais de par sa nature de mortel, Gauvain échoue. La tâche qui s'impose à lui n'est pas d'oublier ses erreurs, mais d'apprendre à partir d'elles.

### Les nombres
Le poète utilise le symbolisme des nombres pour donner davantage de sens au poème. Le chiffre trois est récurrent : Bertilak part trois fois chasser, Gauvain est tenté trois fois par son épouse et échange trois baisers avec elle, et le Chevalier vert frappe trois fois Gauvain de sa hache. Le chiffre deux revient également à plusieurs reprises, avec les deux scènes de décapitation, les deux confessions et les deux châteaux, Camelot et Hautdésert. Le poète explique lui-même la manière dont les cinq pointes du pentacle représentent les vertus de Gauvain, en les reliant à ses cinq sens et ses cinq doigts, ainsi qu'aux cinq blessures du Christ et aux cinq joies de la Vierge Marie. Le cinquième « cinq » est Gauvain lui-même, qui incarne les cinq vertus morales du code de chevalerie : amitié, générosité, chasteté, courtoisie et piété. Toutes ces vertus résident, selon l'expression du poète, dans le « nœud sans fin » du pentacle, qui s'entrelace à l'infini et n'est jamais brisé (vers 630). Ces relations étroites entre symboles et foi permettent des interprétations allégoriques rigoureuses, notamment au sujet du rôle concret de l'écu dans la quête de Gauvain. Ainsi, le poète en fait l'épitomé de la perfection chevaleresque à l'aide du symbolisme des nombres.
Le chiffre cinq est également présent dans la structure même du poème. Sire Gauvain contient 101 strophes, traditionnellement organisées en quatre parties (fitts) de 21, 24, 34 et 22 strophes. Ce découpage pourrait cependant être l'œuvre d'un copiste et non du poète. Le manuscrit original inclut une série de lettres majuscules ajoutées après coup par un autre scribe, et certains critiques pensent que ces ajouts correspondent à une tentative de rétablir le découpage original. Ces lettres divisent le manuscrit en neuf parties. La première et la dernière sont longues de 22 couplets, la deuxième et l'avant-dernière ne contiennent qu'un couplet, et les cinq parties du milieu contiennent 11 couplets. Dans la littérature médiévale, le nombre onze est associé à la transgression, étant supérieur d'une unité à dix, le nombre du Décalogue. Ainsi, cet ensemble de cinq fois onze (55 couplets) associe transgression et rectitude, suggérant la perfection de Gauvain dans son imperfection.

### Les saisons et les dates
Les critiques ont souvent mis en lumière les dates, saisons et cycles de Sire Gauvain. Le récit commence le Jour de l'An avec une décapitation, et culmine exactement un an plus tard, au Jour de l'An suivant. Gauvain quitte Camelot le jour de la Toussaint et arrive au château de Bertilak la veille de Noël. En outre, le Chevalier vert lui demande de le retrouver à la Chapelle verte « un an et un jour » plus tard, un intervalle de temps fréquent dans la littérature médiévale. Certains critiques interprètent ces cycles temporels, qui commencent et s'achèvent en hiver, comme une tentative de la part du poète d'exprimer la chute inévitable de tout ce qui est bon et noble en ce monde. La sensation de chute inéluctable est renforcée par l'image de la chute de Troie, qui est mentionné dans le tout premier vers et dans l'un des tout derniers, avant l'ultime bob and wheel.

## Interprétations contemporaines

### Interprétations féministes
Les critiques féministes estiment que le poème dépeint le pouvoir des femmes sur les hommes. Par exemple, la fée Morgane et l'épouse de Bertilak sont les personnages les plus puissants de l'œuvre, en particulier Morgane, puisqu'elle a enchanté le Chevalier vert et est à l'origine de toute l'histoire. La ceinture et la cicatrice de Gauvain peuvent être considérées comme des symboles du pouvoir féminin, les deux diminuant la virilité du chevalier. Le passage rhétorique anti-féministe de Gauvain dans lequel il rend les femmes fautives de tous ses problèmes et évoque les hommes qui ont succombé à leur ruse, appuie la thèse féministe selon laquelle le pouvoir ultime dans le poème est celui des femmes : Gauvain l'admet lui-même.
Le fait que Morgane soit à l'origine du jeu représente clairement une certaine quantité de pouvoir féminin ; cependant, l'histoire est centrée sur les hommes, et ce sont eux qui dictent le résultat final. La représentation de la Dame dans le poème suit le même schéma.
En surface, la femme de Bertilak semble être un personnage puissant. Le fait qu'elle adopte un rôle masculin, en particulier dans la scène de la chambre à coucher, semble lui conférer un pouvoir supplémentaire ; mais ce n'est pas tout à fait le cas. Si la Dame est mise en avant, ce sont les sentiments de Gauvain qui sont exprimés, et c'est lui qui a le plus à gagner, ou à perdre, en se liant à elle. Le personnage sur qui repose cette situation, et même cette relation, c'est bien le chevalier lui-même. La Dame a fait le premier pas, mais c'est Gauvain qui décide de ce qui découlera de ces actions. De ce point de vue, elle n'est, au même titre que la femme en général, pas le personnage le plus important.
Dans la scène de la chambre à coucher, les représentations positives et négatives de la Dame sont toutes deux motivées par son désir. Ce sont ses désirs et sentiments qui la font sortir du rôle féminin usuel et entrer dans celui de l'homme, lui faisant ainsi gagner du pouvoir. Ces mêmes actions laissent penser que la Dame trompe son mari, ce qui a poussé certains critiques à la comparer à l'Ève biblique. Sans compter qu'en poussant Gauvain à accepter sa ceinture, autrement dit la pomme, le pacte passé avec Bertilak (et donc le Chevalier vert) est brisé. Dans ce sens, et à en juger par les scènes dans la chambre à coucher, il est clair qu'entre les mains de la Dame, Gauvain est un « homme bon séduit ».

### Interprétations homosexuelles
D'après le médiéviste Richard Zeikowitz, le Chevalier vert représente une menace pour l'amitié homosociale de son monde médiéval. Il estime que le narrateur du poème semble captivé par la beauté du chevalier, l'homoérotisant sous une forme poétique. L'attrait du Chevalier vert défie les règles homosociales de la cour d'Arthur et menace son mode de vie. Zeikowitz affirme également que Gauvain semble trouver Bertilak attirant au même titre que le narrateur. Celui-ci suit cependant le code homosocial et se lie d'amitié avec Gauvain. Les embrassades et baisers donnés et reçus par les deux hommes dans plusieurs scènes sont donc une manifestation homosociale et non homosexuelle. À l'époque, les hommes s'embrassaient fréquemment, sans que cela entre en conflit avec les règles de la chevalerie. Néanmoins, le Chevalier vert côtoie la limite entre homosocialité et homosexualité, montrant à quel point il était parfois difficile pour les auteurs médiévaux de distinguer les deux.
Carolyn Dinshaw affirme que le poème fut peut-être écrit en réaction aux accusations selon lesquelles le roi Richard II d'Angleterre aurait eu un amant. C'est une tentative pour rétablir l'idée que l'hétérosexualité était la norme chrétienne. Vers l'époque où fut rédigé le poème, l'Église commençait à s'inquiéter des baisers entre hommes. De nombreux religieux tentaient de faire la différence entre confiance et amitié que peuvent avoir les hommes et l'homosexualité. L'auteur du poème semble néanmoins avoir été à la fois attiré et repoussé par le désir homosexuel. Dans Cleanness, l'une de ses autres œuvres, il décrit minutieusement plusieurs péchés, et son obsession semble se poursuivre dans les descriptions du Chevalier vert dans Gauvain.
Au-delà de cela, Dinshaw propose de considérer Gauvain comme une figure féminine. Il est passif face aux avances de la dame Bertilak, tout comme lors de ses rencontres avec le seigneur Bertilak, où il joue un rôle féminin en embrassant ce dernier. Cependant, si le poème contient bien des éléments homosexuels, le poète ne les avance que pour établir l'hétérosexualité comme la norme dans le monde de Gauvain, en présentant les baisers entre la dame Bertilak et Gauvain de manière sexuelle, mais ceux entre Gauvain et le seigneur Bertilak comme « incompréhensibles » au lecteur médiéval. En d'autres termes, le poète représente les baisers entre homme et femme comme pouvant conduire à une relation sexuelle, tandis que dans un monde hétérosexuel, les baisers entre hommes sont représentés comme ne pouvant y conduire.

### Sire Gauvainet le colonialisme
Durant la seconde partie du XIVe siècle, période dont daterait le poème, l'Angleterre était en guerre avec le Pays de Galles pour s'étendre territorialement, et on pense que l'auteur employait un dialecte du nord-ouest de Midlands, courant sur la frontière anglo-galloise. Si l'idée de rattacher le poème à un contexte de luttes coloniales est attribuée à Patricia Clare Ingham, le degré d'influence des différences coloniales sur l'œuvre est sujet à débat. La plupart des critiques s'accordent à penser que la différence homme/femme joue un rôle dans le poème, mais tous ne sont pas d'accord pour dire si cette différence soutient les idées coloniales ou les remplace.
Le paysage politique de l'époque est également source de controverse. Pour Rhonda Knight, Bertilak est l'exemple d'une culture anglo-galloise, présente à la frontière des deux pays, et de la même façon, Ingham considère le poème comme le reflet d'une culture hybride, issue des deux autres et différente d'elles. D'un autre côté, Arner affirme qu'historiquement, de nombreux Gallois tombèrent au combat durant le XIVe siècle, entraînant une situation bien moins amicale que l'hybridation suggérée par Knight et Ingham. Pour appuyer cet argument, Arner ajoute que le poème crée un scénario « eux contre nous », qui oppose l'Angleterre cultivée et civilisée aux frontières sauvages où vivent Bertilak et les autres monstres que rencontre Gauvain au cours de sa quête.
En contraste avec cette perception des terres coloniales, Bonnie Lander affirme que le pays de Hautdésert, le territoire de Bertilak, a été mal représenté, voire ignoré, par la critique moderne, et indique qu'il s'agit d'un pays avec sa propre morale, qui joue un rôle central dans l'histoire. Lander déclare que les citoyens de Hautdésert sont « intelligemment immoraux », choisissant de suivre certains codes et d'en rejeter d'autres, une position qui engendre « une distinction [...] entre l'idée morale et la foi morale ». Lander estime que les habitants de la frontière sont plus sophistiqués parce qu'ils n'adhèrent pas sans réfléchir aux codes de la chevalerie, au contraire : ils les défient au sens philosophique et, dans le cas de l'apparition de Bertilak à la cour d'Arthur, au sens pratique. La supériorité des habitants de Hautdésert repose, selon Lander, sur l'absence de conscience de soi à Camelot, dont la population rejette indifféremment l'individualisme. La thèse de Lander forme un contrepoint à l'éloge d'Arthur et à la diabolisation de Bertilak et des terres coloniales présentes dans tout l'article d'Arner. De ce point de vue, les monstres ne sont pas Bertilak et ses gens, mais bien Arthur et sa cour.

## Adaptations modernes

### Littérature
En 1925, Tolkien et Eric Gordon publient une édition annotée du texte en moyen anglais de Sire Gauvain et le Chevalier vert ; une seconde édition de ce texte, préparée par Norman Davis, est publiée en 1967. Cet ouvrage est souvent confondu avec la traduction en anglais moderne du texte sur laquelle Tolkien travailla par la suite et qui fut publiée en 1975, peu après sa mort, avec ses traductions de Pearl et de Sir Orfeo. De nombreuses éditions de cet ouvrage indiquent Tolkien comme auteur plutôt que comme traducteur, et on voit souvent Sire Gauvain indiqué comme un de ses propres ouvrages.
Michael Morpurgo adapte le roman pour la jeunesse, dans un livre avec des illustrations de Michael Foreman publié par Walker Books (en) en 2004. L'ouvrage est traduit par Diane Ménard en français et publié par Gallimard Jeunesse en novembre 2005.
En 2014, l'album Augie and the Green Knight, scénarisé par Zach Weiner et illustré par l'auteur français de bande dessinée Boulet, est financé de manière participative sur le site Kickstarter,.

### Opéra
- Gauvain de Harrison Birtwistle, créé en 1991[66].
- Gwyneth and the Green Knight de Lynne Plowman, créé en 2002, emploie Sire Gauvain comme trame de fond : il relate l'histoire de l'écuyère de Gauvain, Gwyneth, qui tente de devenir chevalier[67].

### Cinéma
- Gawain et le Chevalier vert de Stephen Weeks en 1973[68]
- Sword of the Valiant : The Legend of Sir Gawain and the Green Knight en 1984 avec Miles O'Keeffe dans le rôle de Gauvain et Sean Connery dans celui du Chevalier vert[69].
- Sire Gauvain et le Chevalier Vert, court-métrage français de Martin Beilby (2014), avec Ernst Umhauer, Malik Zidi et Laure Marsac[70].
- The Green Knight (2021) de David Lowery avec Dev Patel dans le rôle de Gauvain

### Télévision
- Gawain and the Green Knight en 1991[71]
- Sir Gawain and the Green Knight, en 2002 (dessin animé)[72].